# もういちど思春期
「もういちど思春期」（もういちど　ししゅんき）は、1981年8月8日に発売された郷ひろみ39作目のシングル。

## 収録曲
全曲　作詞:三浦徳子／作曲:小杉保夫／編曲:井上鑑
1. もういちど思春期
2. 面白半分